# Yubu-jima
Yubu-jima (由布島) est une île du Japon faisant partie de l'archipel Yaeyama, en mer de Chine orientale.

## Géographie
Elle est située à environ 25 minutes de ferry d'Ishigaki.
Elle fait partie du bourg de Taketomi dans la préfecture d'Okinawa.

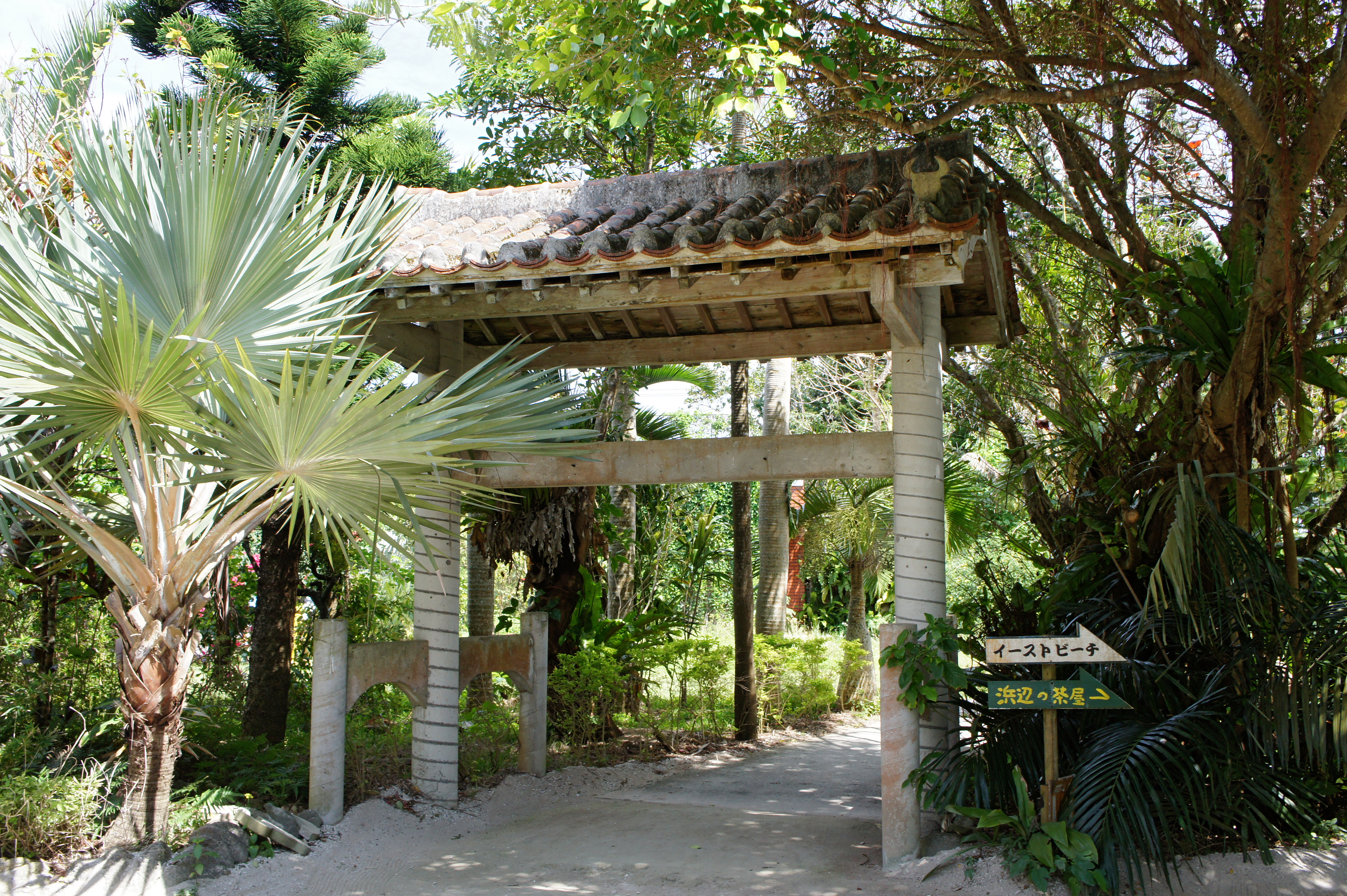
Entrée du jardin botanique.
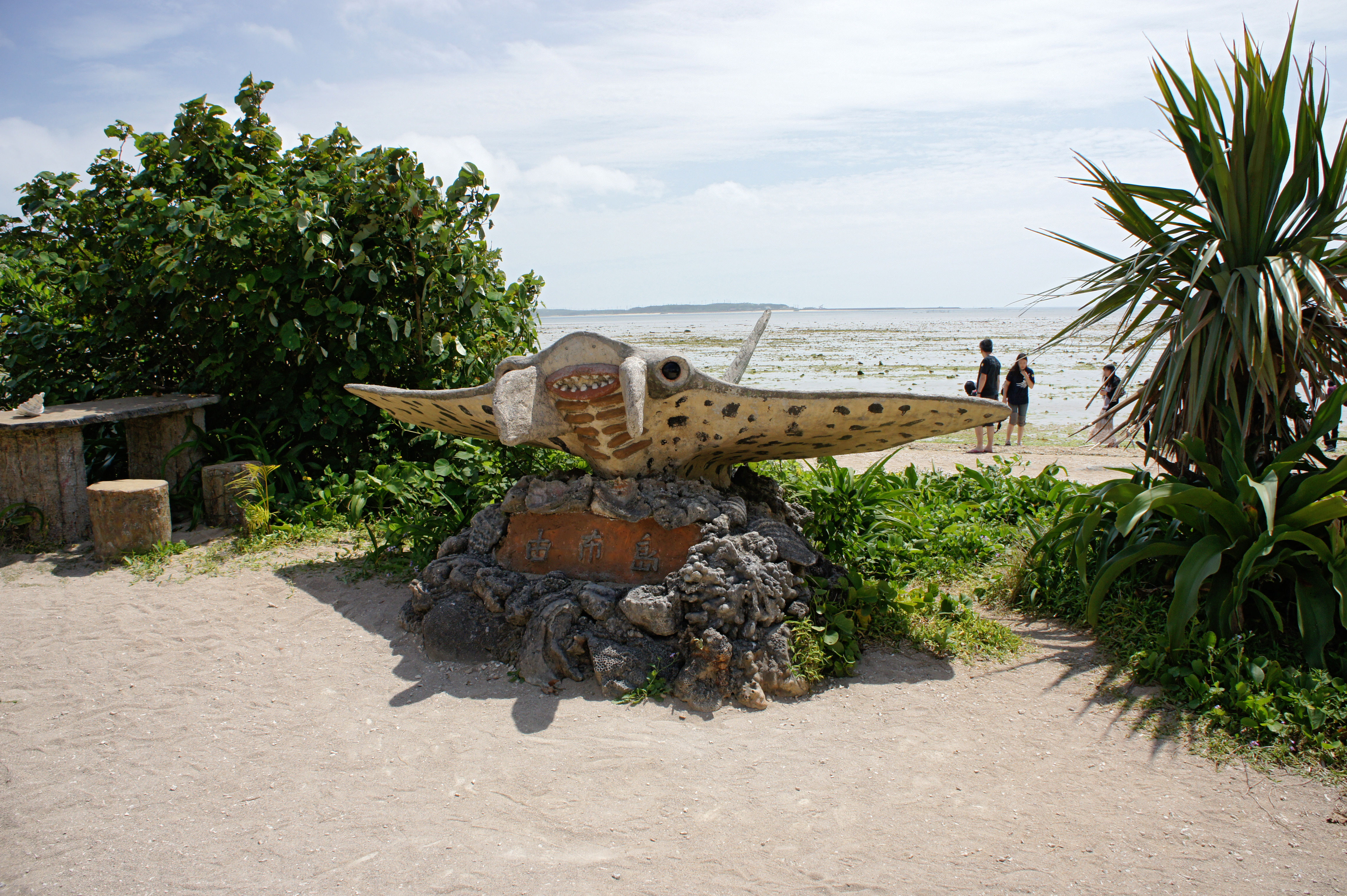
Plage de Yubu-jima.
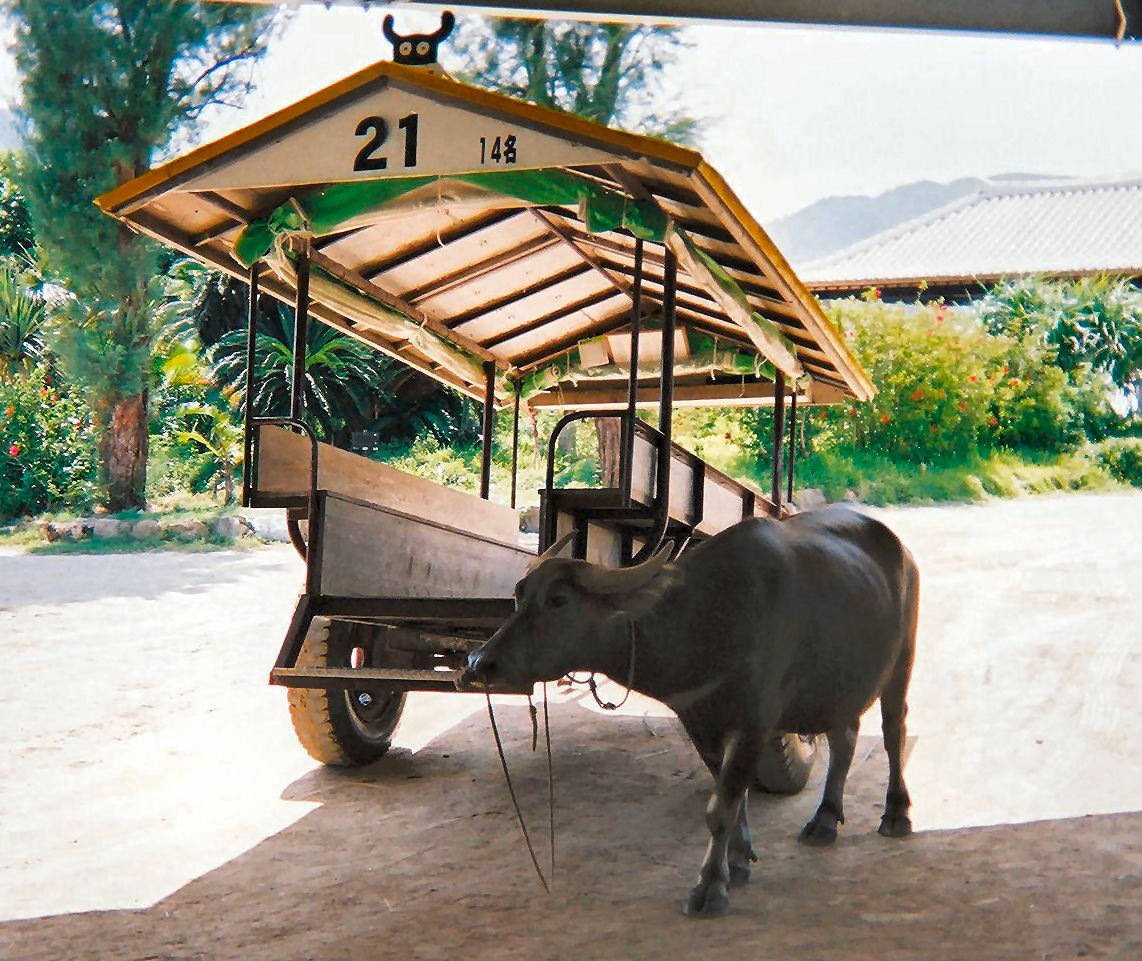
Les buffles, moyen de transport à Yubu-jima.
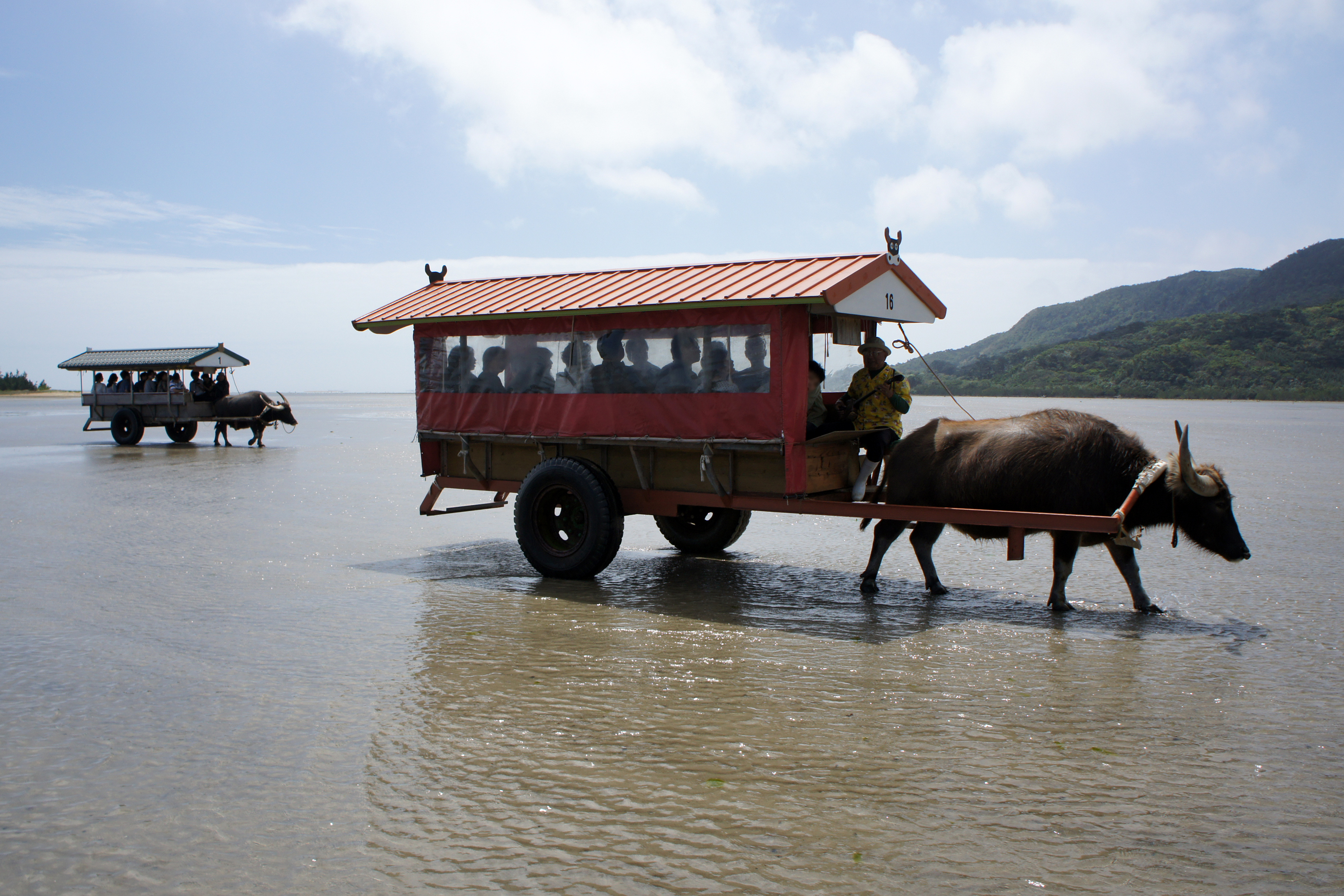